# Grasski-Juniorenweltmeisterschaft 2003
Die Grasski-Juniorenweltmeisterschaft 2003 fand vom 25. bis 27. Juli in Goldingen in der Schweiz statt.

## Medaillenspiegel
| Platz | Land        | Gold | Silber | Bronze | Gesamt |
| ----- | ----------- | ---- | ------ | ------ | ------ |
| 1     | Italien     | 2    | 3      | 2      | 7      |
| 2     | Österreich  | 2    | 2      | 2      | 6      |
| 3     | Schweiz     | 2    | 1      | 1      | 4      |
|       | Tschechien  | 2    | 1      | 1      | 4      |
| 5     | Deutschland | –    | 1      | 2      | 3      |

## Ergebnisse Herren

### Slalom
| Platz | Name               | Land | Zeit 1. | Zeit 2. | Gesamt      |
| ----- | ------------------ | ---- | ------- | ------- | ----------- |
| 01    | Stefan Portmann    | SUI  | 27,71 s | 28,08 s | 55,79 s     |
| 02    | Michal Klimeš      | CZE  | 28,92 s | 28,89 s | 57,81 s     |
| 03    | Peter Paukovits    | AUT  | 29,12 s | 29,31 s | 58,43 s     |
| 04    | Alessandro Rinaldi | ITA  | 29,51 s | 29,17 s | 58,68 s     |
| 05    | Andrea Notaris     | ITA  | 29,56 s | 29,40 s | 58,96 s     |
| 06    | Marco Manser       | SUI  | 29,46 s | 29,90 s | 59,36 s     |
| 07    | Václav Srb         | CZE  | 29,08 s | 30,48 s | 59,56 s     |
| 08    | Jens Jungmann      | GER  | 29,72 s | 30,27 s | 59,99 s     |
| 09    | Jiří Fuchs         | CZE  | 30,29 s | 29,99 s | 1:00,28 min |
| 10    | Nicola Vottre      | ITA  | 30,36 s | 30,20 s | 1:00,56 min |

Datum: 25. Juli 2003

Gewertet: 29 Läufer

### Riesenslalom
| Platz | Name                 | Land | Zeit 1. | Zeit 2. | Gesamt  |
| ----- | -------------------- | ---- | ------- | ------- | ------- |
| 01    | Marc Zickbauer       | AUT  | 28,24 s | 29,03 s | 57,27 s |
| 02    | Peter Paukovits      | AUT  | 28,39 s | 29,09 s | 57,48 s |
| 03    | Stefan Portmann      | SUI  | 28,52 s | 29,05 s | 57,57 s |
| 04    | Domenic Senn         | SUI  | 28,45 s | 29,19 s | 57,64 s |
| 05    | Michael Stocker      | AUT  | 28,77 s | 29,66 s | 58,43 s |
| 06    | Lorenzo Gritti       | ITA  | 29,01 s | 29,46 s | 58,47 s |
| 07    | Marco Manser         | SUI  | 29,15 s | 29,33 s | 58,48 s |
| 08    | Stefano Strazzabosco | ITA  | 29,10 s | 29,45 s | 58,55 s |
| 09    | Michael Bernshausen  | GER  | 28,87 s | 30,10 s | 58,97 s |
| 10    | Daniel Graf          | SUI  | 29,21 s | 29,91 s | 59,12 s |

Datum: 26. Juli 2003

Gewertet: 36 Läufer

### Super-G
| Platz | Name                 | Land | Zeit    |
| ----- | -------------------- | ---- | ------- |
| 01    | Peter Paukovits      | AUT  | 28,79 s |
| 02    | Stefan Portmann      | SUI  | 28,80 s |
| 03    | Marc Zickbauer       | AUT  | 28,91 s |
| 04    | Lorenzo Gritti       | ITA  | 29,27 s |
| 05    | Luca Petrucciani     | ITA  | 29,54 s |
| 06    | Daniel Graf          | SUI  | 29,61 s |
| 07    | Stefano Strazzabosco | ITA  | 29,77 s |
| 08    | Lukáš Brýdl          | CZE  | 29,84 s |
| 09    | Alessandro Rinaldi   | ITA  | 29,93 s |
| 10    | Marco Manser         | SUI  | 29,95 s |

Datum: 27. Juli 2003

Gewertet: 38 Läufer

### Kombination
| Platz | Name               | Land | Zeit SL     | Zeit SG | Gesamt      |
| ----- | ------------------ | ---- | ----------- | ------- | ----------- |
| 01    | Stefan Portmann    | SUI  | 55,79 s     | 28,80 s | 1:24,59 min |
| 02    | Peter Paukovits    | AUT  | 58,43 s     | 28,79 s | 1:27,22 min |
| 03    | Michal Klimeš      | CZE  | 57,81 s     | 30,08 s | 1:27,89 min |
| 04    | Alessandro Rinaldi | ITA  | 58,68 s     | 29,93 s | 1:28,61 min |
| 05    | Marco Manser       | SUI  | 59,36 s     | 29,95 s | 1:29,31 min |
| 06    | Andrea Notaris     | ITA  | 58,96 s     | 30,79 s | 1:29,75 min |
| 07    | Nicola Vottre      | ITA  | 1:00,56 min | 30,26 s | 1:30,82 min |
| 08    | Václav Srb         | CZE  | 59,56 s     | 31,48 s | 1:31,04 min |
| 09    | Jens Jungmann      | GER  | 59,99 s     | 31,08 s | 1:31,07 min |
| 10    | Jiří Fuchs         | CZE  | 1:00,28 min | 30,94 s | 1:31,22 min |

Datum: 25./27. Juli 2003

Gewertet: 26 Läufer

## Ergebnisse Damen

### Slalom
| Platz | Name                  | Land | Zeit 1. | Zeit 2. | Gesamt      |
| ----- | --------------------- | ---- | ------- | ------- | ----------- |
| 1     | Zuzana Gardavská      | CZE  | 29,87 s | 31,03 s | 1:00,90 min |
| 2     | Ilaria Sommavilla     | ITA  | 30,63 s | 31,56 s | 1:02,19 min |
| 3     | Manuela Testa         | ITA  | 31,15 s | 31,27 s | 1:02,42 min |
| 4     | Anna-Lena Büdenbender | GER  | 31,26 s | 31,64 s | 1:02,90 min |
| 5     | Caroline Hertweck     | GER  | 31,72 s | 38,06 s | 1:09,78 min |
| 6     | Katharina Lindner     | GER  | 39,49 s | 33,75 s | 1:13,24 min |
| 7     | Petra Mlejnková       | CZE  | 38,92 s | 44,66 s | 1:23,58 min |

Datum: 25. Juli 2003

Gewertet: 7 Läuferinnen

### Riesenslalom
| Platz | Name                  | Land | Zeit 1. | Zeit 2. | Gesamt      |
| ----- | --------------------- | ---- | ------- | ------- | ----------- |
| 1     | Zuzana Gardavská      | CZE  | 30,08 s | 30,46 s | 1:00,54 min |
| 2     | Manuela Testa         | ITA  | 29,98 s | 30,95 s | 1:00,93 min |
| 3     | Anna-Lena Büdenbender | GER  | 30,80 s | 30,79 s | 1:01,59 min |
| 4     | Ilaria Sommavilla     | ITA  | 30,63 s | 31,28 s | 1:01,91 min |
| 5     | Glenda Adami          | ITA  | 31,02 s | 30,96 s | 1:01,98 min |
| 6     | Caroline Hertweck     | GER  | 31,06 s | 31,52 s | 1:02,58 min |
| 7     | Priska Krummenacher   | SUI  | 31,64 s | 32,30 s | 1:03,94 min |
| 8     | Sarah Kinkel          | GER  | 33,40 s | 32,36 s | 1:05,76 min |

Datum: 26. Juli 2003

Gewertet: 8 Läuferinnen

### Super-G
| Platz | Name                  | Land | Zeit    |
| ----- | --------------------- | ---- | ------- |
| 1     | Manuela Testa         | ITA  | 30,75 s |
| 2     | Caroline Hertweck     | GER  | 30,78 s |
| 3     | Glenda Adami          | ITA  | 31,34 s |
| 4     | Anna-Lena Büdenbender | GER  | 31,42 s |
| 5     | Ilaria Sommavilla     | ITA  | 31,47 s |
| 6     | Petra Mlejnková       | CZE  | 33,00 s |
| 7     | Zuzana Gardavská      | CZE  | 39,05 s |

Datum: 27. Juli 2003

Gewertet: 7 Läuferinnen

### Kombination
| Platz | Name                  | Land | Zeit SL     | Zeit SG | Gesamt      |
| ----- | --------------------- | ---- | ----------- | ------- | ----------- |
| 1     | Manuela Testa         | ITA  | 1:02,42 min | 30,75 s | 1:33,17 min |
| 2     | Ilaria Sommavilla     | ITA  | 1:02,19 min | 31,47 s | 1:33,66 min |
| 3     | Anna-Lena Büdenbender | GER  | 1:02,90 min | 31,42 s | 1:34,32 min |
| 4     | Zuzana Gardavská      | CZE  | 1:00,90 min | 39,05 s | 1:39,95 min |
| 5     | Caroline Hertweck     | GER  | 1:09,78 min | 30,78 s | 1:40,56 min |
| 6     | Petra Mlejnková       | CZE  | 1:23,58 min | 33,00 s | 1:56,58 min |

Datum: 25./27. Juli 2003

Gewertet: 6 Läuferinnen

## Belege
- Ergebnisse auf www.grasski.cz, abgerufen am 10. September 2009 (Weblink nicht mehr abrufbar).